# (19165) Nariyuki
(19165) Nariyuki est un astéroïde de la ceinture principale.

## Description
(19165) Nariyuki est un astéroïde de la ceinture principale. Il fut découvert le 4 février 1991 à Kitami par Kin Endate et Kazuro Watanabe. Il présente une orbite caractérisée par un demi-grand axe de 2,29 UA, une excentricité de 0,07 et une inclinaison de 7,8° par rapport à l'écliptique.